# 大西洋青眼魚
大西洋青眼魚為輻鰭魚綱仙女魚目青眼魚亞目青眼魚科的一種，分布於東大西洋海域，屬深海底棲性魚類，深度240-270公尺，體長可達25公分，棲息在大陸棚，生活習性不明。

## 擴展閱讀
維基物種上的相關：大西洋青眼魚